# Xã West Penn, Quận Schuylkill, Pennsylvania
Xã West Penn (tiếng Anh: West Penn Township) là một xã thuộc quận Schuylkill, tiểu bang Pennsylvania, Hoa Kỳ. Năm 2010, dân số của xã này là 4.442 người.